# Magda Gábory
Magda Gábory, ursprünglich Magda Gábor (geboren am 15. November 1915 in Szombathely; gestorben nach 1956 in Israel) war eine ungarische Opernsängerin der Stimmlage Sopran. Im Laufe ihrer kurzen Karriere arbeitete sie mit berühmten Dirigenten ihrer Zeit zusammen – darunter Karl Böhm, Ferenc Fricsay, Wilhelm Furtwängler, Herbert von Karajan, Rudolf Moralt und Meinhard von Zallinger.

## Leben und Wirken
Magda Gábor war die Tochter des Gymnasiallehrers Aron Gábor (vormals Ármin Engländer) und Erzsébet Szigeti. Sie hatte zumindest eine Schwester. Ihr Gesangsstudium an der Budapester Musikakademie bei Laura Hilgermann und Anna Rosthy beendete sie um 1938 mit dem Diplomabschluss. Während der Jahre des Zweiten Weltkriegs sang sie Konzerte in kleinem Rahmen oder bei Wohltätigkeitsveranstaltungen und trat überwiegend in Bars und Nachtclubs auf, beispielsweise 1939 im Kamara Varieté und im Hangli Kioszk, 1941 im New York Grill und bis 1943 in der Belvárosi Bár. Im Jahr 1944 ließ sie sich taufen. Nachdem ihr Vater 1940 gestorben war, überlebte sie mit ihrer Schwester und ihrer Mutter den Holocaust in Ungarn. Ab April 1945 trat sie wieder auf und debütierte am 27. September 1945 als Kate Pinkerton in Madama Butterfly an der Ungarischen Staatsoper in Budapest. Es folgten die Chloé in der ungarischen Erstaufführung von Pique Dame, Lauretta, Nedda und Micaëla. Doch als ihr der Operndirektor für die kommende Spielzeit nur die Nichte von Peter Grimes anbot, nahm sie Abschied.
Im Winter 1947 ging sie für fünf Wochen nach Paris, im Sommer desselben Jahres war sie bei Freiluft-Aufführungen in Budapest aufgetreten. Es folgte von Januar 1948 bis Januar 1950 ein Engagement an der Wiener Volksoper. Das Spielplanarchiv der Wiener Staatsoper, die damals mit der Volksoper assoziiert war, verzeichnet 48 Vorstellungen, sieben Rollen in sechs Werken, darunter eine Premiere, Die lustigen Weiber von Windsor von Otto Nicolai, worin sie die Rolle der Jungfer Anna Reich übernahm – neben Maria Cebotari als Frau Fluth. Im Sommer 1948 war sie bei den Salzburger Festspielen als Barbarina in Mozarts Hochzeit des Figaro verpflichtet, an der Seite von Elisabeth Schwarzkopf als Gräfin, Irmgard Seefried als Susanna und Sena Jurinac als Cherubino unter der Regie von Oscar Fritz Schuh und der musikalischen Leitung von Herbert von Karajan.
Es folgten Gastspiele in Bern, Mailand, München, Zürich, Bologna, Neapel und Lissabon. Am Stadttheater Bern gastierte sie als Papagena in Mozarts Zauberflöte, dirigiert von Karl Böhm. In der Spielzeit 1950/51 sang sie am Mailänder Teatro alla Scala unter Leitung von Wilhelm Furtwängler – als Amor in Glucks Orpheus und Eurydike, als Rheintochter und Walküre in Wagners Ring des Nibelungen sowie als Blumenmädchen in Parsifal. Auch an der römischen Ring-Einspielung unter Furtwängler im Jahre 1953 war sie beteiligt. In der Spielzeit 1952/53 zählte sie zum Ensemble am Münchner Theater am Gärtnerplatz, in der folgenden Spielzeit gastierte sie am Stadttheater Zürich. Dort sang sie unter anderem Tatjana in Tschaikowskis Eugen Onegin und Fiametta in Boccaccio von Franz von Suppè. 1955 wurde sie an das Teatro San Carlo in Neapel und das Teatro Comunale di Bologna eingeladen. In der Spielzeit 1955/56 gehörte sie dem Ensemble der Bayerischen Staatsoper an. Im Februar 1956 gastierte sie in Lissabon als Cherubino und Zerlina. Am 19. März 1956 war sie in München in der Uraufführung von Don Juan de Mañara von Henri Tomasi besetzt. Im November 1956 trat sie an der Oper von Oran als Saffi im Zigeunerbaron auf, vermutlich ihre letzten Auftritte.
Wann und warum sie ihrem Namen das Y anfügte, ist nicht bekannt – vermutlich aber ab den Wiener Jahren. Ihre Gesangskarriere gab sie für ihren dritten Ehemann auf.
Gábory starb zu einem unbekannten Zeitpunkt in Israel und wurde im Kibbuz Horshim begraben.

## Privates
Magda Gábory war dreimal verheiratet. 1938 heiratete sie den Komponisten und Leutnant Andor Zerinváry. Nach der Scheidung ehelichte sie im November 1946 den ungarischen Schauspieler und Regisseur Tibor Kondor. Fallweise trat sie in der Folge unter dem Namen Magda Gabory-Kondor auf. Ihr Mann starb 1954 nach schwerer Krankheit in Wien. Für ihren dritten Ehemann, den Rechtsanwalt Dr. Armin Arnold, gab sie ihre Gesangskarriere auf und bekam spät zwei Kinder.

## Rollenspektrum
Einerseits erfüllte sie die Anforderungen an eine klassische Soubrette in Oper und Operette, wie die von Barberina und Papagena in Mozart-Opern, Musetta in La Bohème, Adele in der Fledermaus oder Arsena im Zigeunerbaron, andererseits die eines lyrischen Soprans, beispielsweise als Mimi und Lauretta bei Puccini, als Nedda im Bajazzo oder als Saffi im Zigeunerbaron. Schwerpunkt ihres Repertoires waren italienische Opern, von Verdi bis zum Verismo. Sie war auch in Werken zeitgenössischer Komponisten besetzt, beispielsweise als Solveig im Peer Gynt von Werner Egk.

## Tondokumente
- Chr. W. Gluck: Orfeo ed Euridice. Mit Fedora Barbieri und Hilde Güden in den Titelpartien und Magda Gabory als Amor; Dirigent: Wilhelm Furtwängler, Mitschnitte von Aufführungen aus dem Teatro alla Scala von 1951
- Richard Wagner: Das Rheingold und Götterdämmerung. Als Woglinde; Dirigent: Wilhelm Furtwängler, Orchestra sinfonica e Coro della radio italiana (RAI), 1953[3]